# Cypriotisch pond
Het Cypriotische pond (Grieks: λίρα Turks: lira) was tot 1 februari 2008 de munteenheid van Cyprus. Eén pond bestond uit honderd centen. Het muntgeld was beschikbaar in munten van 1, 2, 5, 10, 20 en 50 cent. Het papiergeld was beschikbaar in biljetten van 1, 5, 10 en 20 pond. Hoewel het na de Turkse bezetting van het noorden in 1974 hoofdzakelijk in het Griekse (zuidelijke) deel van het eiland werd gebruikt, was het Cypriotische papiergeld ook met Turkse tekst bedrukt.
Nadat Cyprus, gelijktijdig met Malta, op 22 juni 2007 van de Europese Centrale Bank toestemming gekregen had om de euro in te voeren op 1 januari 2008, werd op 10 juli 2007 de wisselkoers van het Cypriotische pond ten opzichte van de euro definitief vastgesteld op CYP 0,585274 per euro.
Na de toetreding tot de eurozone op 1 januari 2008 bleef het Cypriotische pond nog een maand wettig betaalmiddel; het muntgeld kan sinds 2010 niet meer ingewisseld worden bij de Centrale Bank van Cyprus, de bankbiljetten sinds 2018.